# Nicolás Orsini
Nicolás Orsini (Morteros, 12 settembre 1994) è un calciatore argentino, attaccante del Platense in prestito dal Boca Juniors.

## Carriera
Ha esordito nella massima serie argentina con l'Atlético Rafaela nella stagione 2013-2014.

## Palmarès

### Competizioni nazionali
- Copa Argentina: 1

Boca Juniors: 2019-2020
- Copa de la Liga Profesional: 1

Boca Juniors: 2022
- Campionato argentino: 1

Boca Juniors: 2022
- Supercopa Argentina: 1

Boca Juniors: 2022